# Cropredy
Cropredy – niewielka miejscowość w hrabstwie Oxfordshire, w Anglii, 5 mil na północ od Banbury, położona na zachodnim brzegu rzeki Cherwell. W 2011 miejscowość liczyła 717 mieszkańców.
Nazwa miejscowości pochodzi od anglosaskich słów cropp (wzgórze) oraz rigid (strumień). Wzmiankę o miejscowości można znaleźć w księdze Domesday. Znajdujący się na jej terenie kościół Św. Marii pochodzi ze średniowiecza.
Na zachód od miejscowości przebiega główna linia kolejowa łącząca Oxford oraz Birmingham. Stacja kolejowa w Cropredy czynna była do roku 1960.
Wschodnią granicę miejscowości wyznacza Kanał Oksfordzki. W części południowej miejscowości znajduje się przystań, która dawniej służyła jako miejsce wyładunku węgla, dziś jest przystanią dla łodzi turystycznych. Kanał Oksfordzki, łączący Kanał Coventry z rzeką Tamizą, otwarty został w roku 1778, choć jego budowa na południe od Oksfordu zakończona została dopiero w roku 1790.
Most w Cropredy na rzece Cherwell był miejscem bitwy, która miała miejsce w roku 1644 podczas angielskiej wojny domowej. Wojska króla Karola I pokonały armię parlamentarzystów dowodzoną przez generała Wallera.
Na polach na wschód od miejscowości folkrockowy zespół Fairport Convention organizuje co roku (począwszy od 1979) w sierpniu trzydniowy festiwal muzyczny, na który za każdym razem przybywa ok. 20 000 fanów.